# Гончаровка (Одесская область)
Гончаровка (укр. Гончарівка) — село, относится к Белгород-Днестровскому району Одесской области Украины.
Население по переписи 2001 года составляло 213 человека. Почтовый индекс — 67751. Телефонный код — 4849. Занимает площадь 0,69 км².

## История
В 1945 г. Указом ПВС УССР село Челмекчия переименовано в Гончаровку.

## Местный совет
67750, Одесская обл., Белгород-Днестровский р-н, с. Семёновка, ул. Молодёжная, 2